# Куђир
Куђир (рум. Cugir, мађ. Kudzsir) град је у Румунији, у средишњем делу земље, у историјској покрајини Трансилванија. Куђир је пети по важности град округа Алба.
Куђир је према последњем попису из 2002. године имала 25.950 становника.

## Географија
Град Куђир налази се у јужном делу историјске покрајине Трансилваније, око 155 km јужно до Клужа.
Куђир се налази у средишњој котлини Трансилваније, близу реке Мориш, на 300 m надморске висине. Јужно од града издижу се планине Суријану из ланца Карпата.

## Становништво
У односу на попис из 2002, број становника на попису из 2011. се смањио.
| 1966.  | 1977.  | 1992.  | 2002.  | 2011.  |
| ------ | ------ | ------ | ------ | ------ |
| 15.575 | 26.773 | 31.877 | 30.244 | 21.376 |

Матични Румуни чине већину градског становништва Куђира, а од мањина присутни су Роми.

## Галерија
- Градска православна црква
- Улазак у Куђир
- Планине изнад града